# Unst
Unst er den nordligste beboede ø på Shetlandsøerne. 
Øen er 20,4 km lang og 8,5 km bred og har et areal på 12.000 hektar. Højeste punkt er det 285 m høje Saxa Vord. Øen har helt sit eget specielle præg, med panorama-kystveje, ruiner fra fortiden, sandstrande, stenede ødemarker, klipper, fugle, frugtbare enge, søer og tørvemoser. 
Som på mange andre mindre øer går befolkningstallet tilbage. 1871 2.269, 1991 1.055 og 2005 900 indb. Fiskeri, lakseopdræt, landbrug og turisme er de vigtigste erhverv.
1996 blev der med egnsudviklingsstøtte i Baltasund etableret en virksomhed, der producerer udstyr til lakse og østers-opdræt. Endvidere er der et forskningsprojekt, som forsøger at kombinere vind- og bølgeenergi. Projektet får støtte fra EU og er en vigtig milesten i forsøget på at udvikle et effektivt grønt energisystem. 
Ca. 100.000 ynglende havfugle opholder sig hver sommer i det nordlige naturreservat Hermaness, syd for fyrtårns-øen Muckle Flugga. I naturreservatet Keen of Hamara vokser planter, der ikke findes andre steder i Europa.
I Baltasound er der et turistcenter, marina, svømmehal og forretninger og i Haroldswick et fiskerimuseum. 
Øen har året rundt regelmæssig bilfærgeforbindelse. Fra Lerwick er der 45 minutters kørsel på hovedvej A970 nordpå til færgehavnen Toft og via øen Yell færge til Unst.